# ルーディメンツ

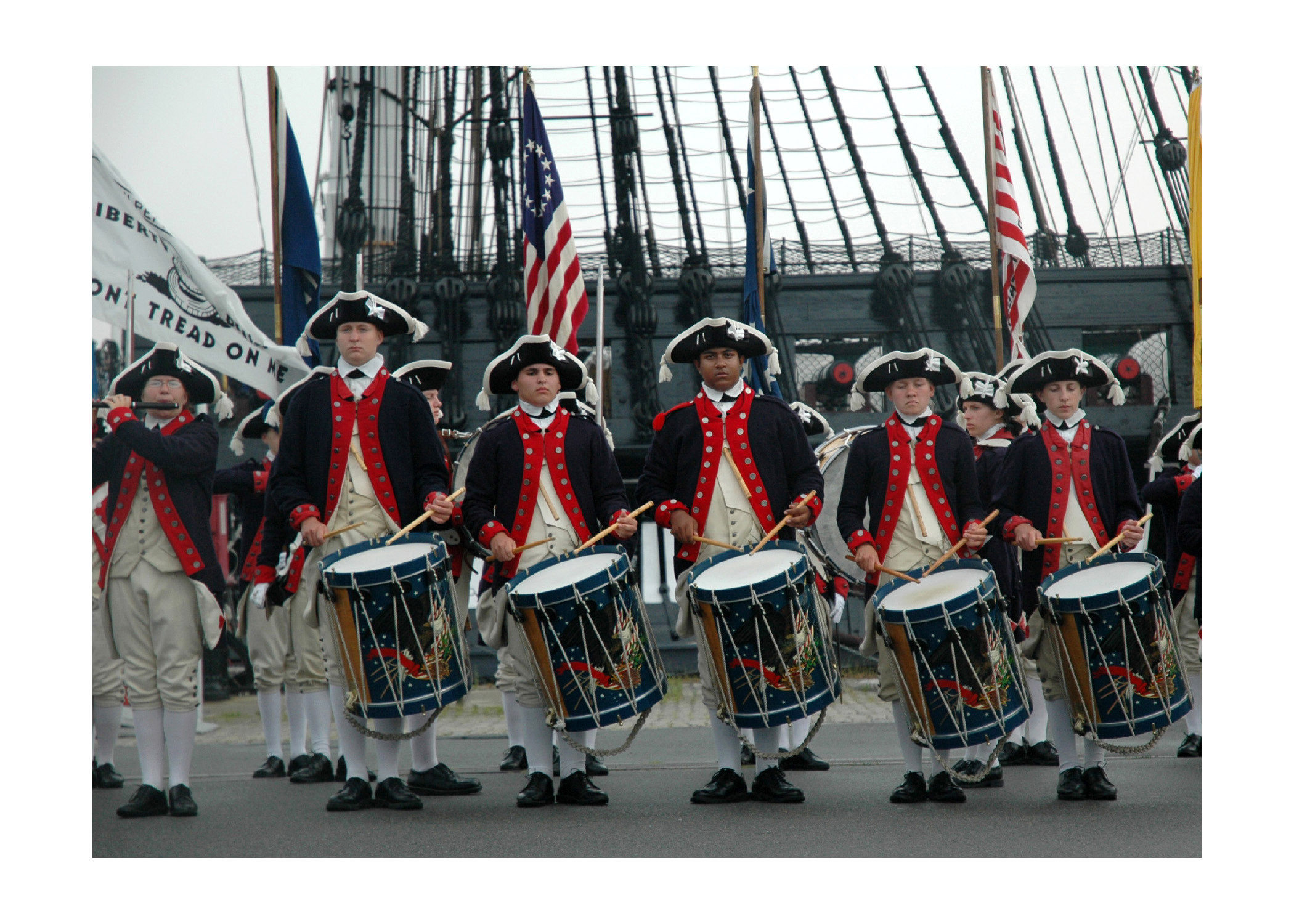
アメリカ合衆国海軍のドラムコー

ルーディメンツは、マーチングやドラムコーで発展してきた小太鼓の基礎奏法のひとつ。
rudiment(s)は英語の一般的な意味で「基礎」、「入門」、「痕跡器官」などであるが、英語「drum rudiments」と言った場合は後述するドラマー協会が提案、分類する物を示し、一般的なドラムの基礎練習全般を示すわけでは無い。カタカナ語としての「ルーディメンツ」はこのドラム用語の意味のみとして通用している。このため、ドラムセットの初期で習う「8ビート」などドラムの基礎練習であってもこれをルーディメンツとは呼ばない。
ルーディメンツを用いた小太鼓へのアプローチをルーディメンタルドラミングと呼ぶ。またこの対義語として、オーケストラルドラミングがある。ただし、この言葉は海外でルーディメンタルドラマーが自分達を区別するために使うことが多く、日本ではほとんど浸透していない。
スネアドラムのルーディメンツの標準的なリストを定めようと多くの試みがなされてきた。ルーディメンタルドラミングの普及のために立ち上げられた組織であるアメリカ・ルーディメンタルドラマー協会（NARD）は13の基礎的なルーディメンツを提案し、後にもう13のルーディメンツを加え26とした。最終的に、打楽器芸術協会（PAS）がこの26を再編成し、もう14を追加して現在の40からなる国際ドラムルーディメンツとした。
現在、国際トラディショナルドラマー協会（IATD）は当初の26のルーディメンツを再度普及させようと努力している。
音楽大学の入試に使われることもある。

## 歴史

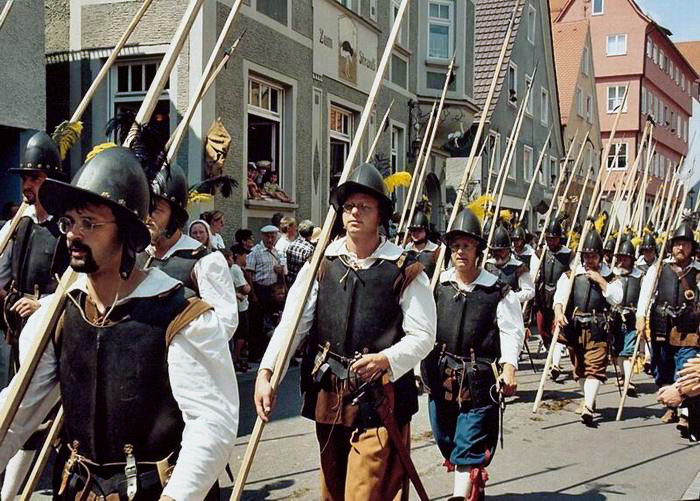
パイク兵団の仮装行列

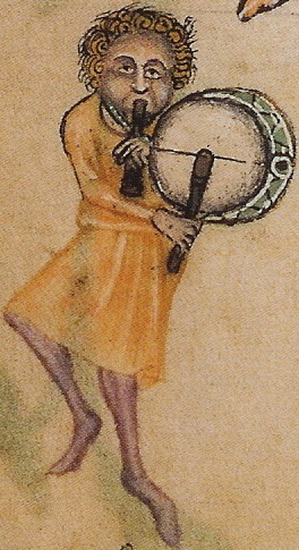
テイバー奏者（14世紀）

スネア・ルーディメンツの起源はポールアームで武装したスイス傭兵に遡る。長いパイクを「針鼠陣」や方陣の隊形で用いるには高度な協調が必要とされ、戦場の喧騒を切り裂いて聞こえる小太鼓（テイバー）の音が、パイク兵たちのテンポを整え、また命令を伝達するのに用いられた。テイバー太鼓が出す短い持続音は、異った隊形命令を伝達するのに用いられる容易に区別可能なパターンを作り出すことを可能にした。これらの太鼓のパターンによる命令がスネアドラムのルーディメンツの基礎となった。
筆記されたルーディメントとしては1610年、スイスのバーゼルのものが最初である。ルーディメンタルドラミングの発祥の地はフランスであると言われており、17-18世紀には専門の鼓手が国王の儀杖隊の一部となっていた。この技術はナポレオン1世の治世下で完成された。18世紀の行進曲ル・リゴドンと、そのさまざまな演奏は、現代のルーディメンタルドラミングの基石の1つ（とりわけ「2段階」演奏）となった。

今日では3つの主要なルーディメンタルドラミングの文化がある――
スイスのバーゼル太鼓、スコットランドのパイプバンド、そしてアメリカのドラミングである。

## PAS国際ドラムルーディメンツ40

### ロールルーディメンツ

#### シングルストロークルーディメンツ
シングルストロークロールは、不定の速度と長さで交互に打つことからなる（RLRL〔右左右左〕など）。
| 番号 | 名称                     | 譜面 | 解説 |
| ---- | ------------------------ | ---- | --- |
| 1.   | シングルストロークロール |      | 均等な間隔の音符を左右交互に打つ。通常は高速に演奏されるが、2分音符であっても左右交互に演奏されればシングルストロークロールであると見なしうる。 |
| 2.   | シングルストロークフォー |      | 4つの音符を左右交互に打つ。通常は（譜面のように）三連符の後に8分音符という形。もしくは（ラフ〔ruff〕のように）3つの装飾音の後にダウンビート。   |
| 3.   | シングルストロークセブン |      | 7つの音符を左右交互に打つ。通常は6連符の後に4分音符。                                                                                           |

#### マルチプルバウンスロールルーディメンツ
| 番号 | 名称                     | 譜面 | 解説 |
| ---- | ------------------------ | ---- | --- |
| 4.   | マルチプルバウンスロール |      | 左右交互に、任意の回数バウンドさせて打つ。均等で連続した音を出さなくてはならない。「バズロール」とも呼ぶ。 |
| 5.   | トリプルストロークロール |      | 左右交互に3回ずつ打つ。バウンドさせても、手首を利かせて打ってもよい。「フレンチロール」とも呼ぶ。          |

#### ダブルストロークオープンロールルーディメンツ
ダブルストロークロールは不定の速度と長さの左右交互のディドル（すなわちRR, LLなど）からなるルーディメントである。ダブルストロークロールには以下の10の公式な変種がある。
| 番号 | 名称                           | 譜面 | 解説 |
| ---- | ------------------------------ | ---- | --- |
| 6.   | ダブルストロークオープンロール |      | シングルストロークロールと同様、通常は高速に演奏されるが、ゆっくり演奏する場合でも、左右交互にディドルを打てばダブルストロークロールと見做される。一音一音がはっきり聴こえるように演奏する。 |
| 7.   | ファイブストロークロール       |      | 2つのディドルの後にアクセントのある音符を打つ。 |
| 8.   | シックスストロークロール       |      | 他のダブルストロークロールルーディメンツの大半とは異なり、シックスストロークロールはアクセントのある単音から始まり、そこに2つのディドルともう1つのアクセントのある音符が続く。               |
| 9.   | セブンストロークロール         |      | 3つのディドルの後にアクセントのある音符を打つ。通常は6連符の後に4分音符。 |
| 10.  | ナインストロークロール         |      | 4つのディドルの後にアクセントのある音符を打つ。 |
| 11.  | テンストロークロール           |      | 4つのディドルの後にアクセントのある音符を2つ打つ。 |
| 12.  | イレブンストロークロール       |      | 5つのディドルの後にアクセントのある音符を打つ。 |
| 13.  | サーティーンストロークロール   |      | 6つのディドルの後にアクセントのある音符を打つ。 |
| 14.  | フィフティーンストロークロール |      | 7つのディドルの後にアクセントのある音符を打つ。 |
| 15.  | セブンティーンストロークロール |      | 8つのディドルの後にアクセントのある音符を打つ。 |

### ディドルルーディメンツ
打楽器では、ディドルは同じ手で演奏される連続した2つの音符からなる（RRもしくはLL）。後述のドラッグも参照。パラディドルはRLRRもしくはLRLLという形の4つの音符からなるパターンで構成される。複数のパラディドルを連続して演奏すれば、最初の音は常に左右が入れ替わる。パラディドルルーディメンツにも複数の公式な変種がある。パラディドルはしばしば、規則的な音符を演奏しながら手を入れ替えるために用いられる。例えば、右手を先にして（RLRLのように）16分音符を規則的に演奏していて、現在打っているドラムの左にあるドラムを打って終わりたいとすると、次のようにスティックをさばく方法がある――RLRL RLRL RLRL RLRR Lここで最後の左手の打音は終わりに用いるドラムである。
パラディドルはドラムセットでフィルインの終わりにクラッシュシンバルの次のビートを逆の手で始めるのに便利である。
| 番号 | 名称                   | 譜面 | 解説                                                           |
| ---- | ---------------------- | ---- | -------------------------------------------------------------- |
| 16.  | シングルパラディドル   |      | 2つの音符を左右交互に打った後にディドル。                      |
| 17.  | ダブルパラディドル     |      | 4つの音符を左右交互に打った後にディドル。                      |
| 18.  | トリプルパラディドル   |      | 6つの音符を左右交互に打った後にディドル。                      |
| 19.  | パラディドル・ディドル |      | 2つの音符を左右交互に打った後に2つのディドルを左右交互に打つ。 |

### フラムルーディメンツ
フラムは、小さな音の装飾音の後に逆の手で大きな音の主音を打つ。2つの音はほぼ同時に演奏され、1つの「幅のある」音のように聞こえることを意図されている。
| 番号 | 名称                         | 譜面 | 解説 |
| ---- | ---------------------------- | ---- | --- |
| 20.  | フラム                       |      | 装飾音の後に逆の手で主音を打つ。2つの音の間隔は演奏のスタイルや文脈によって異なる。 |
| 21.  | フラムアクセント             |      | 「フラム、タップ、タップ」の形の3音のグループが左右入れ替わりながら連続する。 |
| 22.  | フラムタップ                 |      | 先頭の音がフラムになっているディドルが左右入れ替わりながら連続する。 |
| 23.  | フラマキュー                 |      | 4音のグループと締めくくりのダウンビート。最初の音とダウンビートはフラムで、第2音にはアクセントがある。 |
| 24.  | フラムパラディドル           |      | 先頭の音符がフラムになったパラディドル。 |
| 25.  | シングルフラムドミル         |      | パラディドルを逆にし（RRLR, LLRL）、各ディドルの先頭の音をフラムにしたもの。 |
| 26.  | フラムパラディドル・ディドル |      | 先頭の音をフラムにし、左右が入れ替わるパラディドル・ディドル。 |
| 27.  | パタフラフラ                 |      | 最初と最後の音がフラムになっている4音からなるパターン。 |
| 28.  | スイスアーミートリプレット   |      | 右手のフラムに右手のタップ、左手のタップと続くか、その逆となる。連続するフラムアクセントは3つのタップが続けて同じ手となるが、スイスアーミートリプレットなら2つで済むので、フラムアクセントの代わりによく用いられる。 |
| 29.  | インバーテッドフラムタップ   |      | 左右交代のディドル（16分音符1つ分ずれている）で、各ディドルの2番目の音符がフラム。 |
| 30.  | フラムドラッグ               |      | 「フラム、ドラッグ、タップ」の形の3つの音符のグループが左右交代する。 |

### ドラッグルーディメンツ
ドラッグは同じ手で演奏される2つの連続した音符からなる（RRかLLのいずれか)。これはディドルと同様であるが、ディドルがその置かれる文脈と同じ速度で演奏されるのに対し、ドラッグはその倍速で演奏される点が異なる。例えば、もし16分音符のパッセージを演奏しているとすればそのパッセージ内でのドラッグは32分音符となるが、ディドルは16分音符となる。ドラッグはまた装飾音としても演奏されうる。ティンパニで装飾音としてドラッグを演奏する場合には、その装飾音は左右交互となる（rlR, lrL）。
| 番号 | 名称                   | 譜面 | 解説 |
| ---- | ---------------------- | ---- | --- |
| 31.  | ドラッグ               |      | 連続して左右交互に演奏されるドラッグ（もしくはディドル）は結果としてダブルストロークロールとなる。 これと似たルーディメントにラフがあり、これも2つの装飾音を持つ音符であるが、通常左右交互となる。 |
| 32.  | シングルドラッグタップ |      | シングルドラッグタップは左右交互となる2つの音符からなり、最初の音符にドラッグの装飾音がつき、2番目の音符にはアクセントがある。                                                                     |
| 33.  | ダブルドラッグタップ   |      | ダブルドラッグタップはシングルドラッグタップの前にもう1つ装飾音のドラッグがある。 |
| 34.  | レッスン25             |      | レッスン25は3つの左右交互の音符で、最初の音符にドラッグの装飾音がつき、3番目の音符にはアクセントがある。                                                                                           |
| 35.  | シングルドラガディドル |      | シングルドラガディドルは最初の音符がドラッグとなっているパラディドル。 |
| 36.  | ドラッグパラディドル#1 |      | ドラッグパラディドル#1はアクセントのある音符に、最初の音符にドラッグの装飾音がついたパラディドルが続く。                                                                                           |
| 37.  | ドラッグパラディドル#2 |      | ドラッグパラディドル#2は2つのアクセントのある音符にパラディドルが続くもので、アクセントのある音符の2つめと、パラディドルの最初の音符にドラッグの装飾音がある。                                     |
| 38.  | シングルラタマキュー   |      | シングルラタマキューは4つの音符からなり、最初の音符にはドラッグの装飾音がつき、4番目の音符にアクセントがある。                                                                                     |
| 39.  | ダブルラタマキュー     |      | ダブルラタマキューはシングルラタマキューの前に1つのドラッグがついたものである。 |
| 40.  | トリプルラタマキュー   |      | トリプルラタマキューはシングルラタマキューの前に2つのドラッグがついたものである。 |

## 歴史的な構成

### 13の「不可欠な」ルーディメンツ
1. ダブルストロークロール（ロングロール、2つ打ち）
2. ファイブストロークロール（5つ打ち）
3. セブンストロークロール（7つ打ち）
4. フラム
5. フラムアクセント
6. フラムパラディドル
7. フラマキュー
8. ラフ
9. シングルドラッグ
10. ダブルドラッグ
11. ダブルパラディドル
12. シングルラタマキュー
13. トリプルラタマキュー

### 2番目の13ルーディメンツ
1. シングルストロークロール
2. ナインストロークロール（9つ打ち）
3. テンストロークロール
4. イレブンストロークロール
5. サーティーンストロークロール
6. フィフティーンストロークロール
7. フラムタップ
8. シングルパラディドル
9. ドラッグパラディドル#1
10. ドラッグパラディドル#2
11. フラムパラディドル・ディドル
12. レッスン25（コンパウンドストローク、ラタタップ）
13. ダブルラタマキュー

### 最後の14ルーディメンツ
後になって、打楽器芸術協会（PAS）は世界の様々なジャンルのスネアドラマーに使われている14のルーディメンツを追加して現在の40からなる国際ドラムルーディメンツとした。この再編成の過程で順序は大きく入れ替えられたので、番号は先述のものとは一致しないことに注意。
1. シングルストロークフォー
2. シングルストロークセブン
3. マルチプルバウンスロール
4. トリプルストロークロール（3つ打ち）
5. シックスストロークロール
6. セブンティーンストロークロール
7. トリプルパラディドル
8. シングルパラディドルディドル
9. シングルフラムドミル
10. パタフラフラ（パティー）
11. スイスアーミートリプレット
12. インバーテッドフラムタップ（インバーツ）
13. フラムドラッグ
14. シングルドラガディドル

| 刊行年 | 書名                                                     | 著者                           |
| ------ | -------------------------------------------------------- | ------------------------------ |
| 1812   | A New, Useful, and Complete System of Drum Beating       | Charles Ashworth               |
| 1815   | The Art of Beating the Drum                              | Samuel Potter                  |
| 1861   | The Drummers' and Fifers' Guide                          | Bruce Emmett                   |
| 1869   | Strube's Drum and Fife Instructor                        | Gardiner A. Strube             |
| 1886   | The Trumpet and Drum                                     | ジョン・フィリップ・スーザ     |
| 1935   | Stick Control                                            | ジョージ・ローレンス・ストーン |
| 1942   | Modern Interpretation of Snare Drum Rudiments            | バディ・リッチ                 |
| 1945   | The All-American Drummer                                 | Charley Wilcoxon               |
| 1959   | 14 Modern Contest Solos For Snare Drum                   | John S. Pratt                  |
| 1979   | The Technique and Mechanics of Rudimental Snare Drumming | Ken Mazur                      |
| 1992   | The Drummer's Rudimental Reference Book                  | John Wooton                    |
| 2004   | The Beat of a Different Drummer                          | Dominick Cuccia                |

## ハイブリッド・ルーディメンツ
年の経過と共に、他にも数多くのルーディメンツのパターンが非公式に現れて独創的な名前が付けられているが、これらの大半は当初の40のルーディメンツに基づくものである。こうしたものは「ハイブリッド・ルーディメンツ」もしくは「ハイブリッズ」と呼ばれ、特にマーチングバンドやドラムコーでは一般的なものとなっている。注目すべき例として、左右交互のスティックで演奏されるドラッグである「ヘルタ」、装飾音のついたディドルである「チーズ」、"RRRLL"と打つ5連符である「エッグビーター」（泡立て器）などがある。こうしたハイブリッズはさらに創造的かつ難しいハイブリッズへと移行してゆき、例えばインバーテッドフラムタップで、フラムの代わりにチーズとなる「チーズ・インバート」やパラディドル・ディドルに1つのエッグビーターと各手1つずつ2つのディドルが続く「ディドル・エッグ・ファイブ」などが生まれた。ハイブリッド・ルーディメンツはマーチングバンドの打楽器奏者のルーディメントの語彙としてますます重要になってきている。こうした数多くのハイブリッド・ルーディメンツは名前や起源もさまざまであり、同じものでもいろいろな名前が付いている場合もあるので、こちらにある最も一般的なハイブリッド・ルーディメンツのリストを参照――Hybrid Rudiment Library。

## スイスルーディメンツ
スイスアーミートリプレット、ドラガディドル、シングルフラムドミル等が含まれる。スイスの鼓笛隊で発展した。

## オーケストラルルーディメンツ
シングルストロークフォー、シングルストロークセブン、シングルストローク、マルチプルバウンスロール等の管弦楽等で使われるルーディメンツ。